# Prehranska suverenost
Prehranska suverenost je besedna zveza skovana s strani gibanja Via Campesina, ki se definira kot pravica ljudi, pokrajin in držav do določanja svojih pravil za kmetijsko ter zemljiško politiko, ribištvo, delovno silo in pridelavo lastne hrane, ki so ekološko, družbeno, ekonomsko in kulturno sprejemljivi v nasprotju do pravil, ki jih nalaga mednarodni trg.

## Načela
Povzetek sedmih načel za dosego prehranske suverenosti (po Via Campesina):
1. Hrana: osnovna človekova pravica. Vsakdo mora imeti dostop do varne, hranilne in kulturno sprejemljive hrane v zadostni količini in primerni kvaliteti, da ohranja svoje zdravje na dostojanstven način. Vsak narod bi moral razglasiti, da je dostop do hrane ustavna pravica in garantirati za razvoj primarnega sektorja, ki zagotavlja konkretno realizacijo te osnovne pravice.
2. Kmetijska reforma. Pristna kmetijska reforma je potrebna, saj daje kmetom in ljudem brez zemlje - in predvsem ženskam - lastništvo in kontrolo nad zemljo katero obdelujejo in domorodnim ljudstvom vrača ozemlje. Pravica do zemlje mora biti prosta diskriminacije, ki bi temeljila na spolu, verski pripadnosti, rasi, družbenem statusu ali ideologiji; zemlja pripada tistim, ki jo obdelujejo.
3. Zaščita naravnih virov. Prehranska suverenost vključuje trajnostno oskrbo in uporabo naravnih virov, predvsem zemlje, vode in semen ter živinoreje. Ljudje, ki obdelujejo zemljo, imajo pravico do upravljanja naravnih virov na trajnostni način in do zaščite biotske raznovrstnosti pred omejevalnimi pravicami intelektualne lastnine. To je mogoče doseči le na temelju zdrave gospodarske osnove z zagotovljenim mandatom, zdravih tal in zmanjšane uporabe agrokemikalij.
4. Reorganizacija prehranske trgovine. Hrana je najprej in predvsem vir hranilnih snovi in šele nato predmet trgovanja. Nacionalna kmetijska politika mora imeti za prioriteto: pridelava hrane za domačo porabo in prehransko samo-zadostnost. Uvoz hrane ne sme izpodriniti lokalno pridelavo niti pritiskati na cene.
5. Končati globalizacijo lakote. Prehranska suverenost je spodkopana s strani večstranskih ustanov in špekulacije kapitala. Ekonomska politika večstranskih organizacij, kot so Svetovna trgovinska organizacija, Svetovna banka in Mednarodni denarni sklad, so olajšala in omogočila povečanje nadzora večnacionalnih ustanov nad kmetijsko politiko. Zato je potrebna uredba za obdavčitev špekulativnega kapitala in strogo izvajanje "kodeksa vedênja" multinacionalk.
6. Družbeni mir. Vsak ima pravico, da je svoboden pred nasiljem. Lakota se ne sme uporabljati kot orožje. Povečana stopnja revščine in zanemarjanja podeželja skupaj s povečanim zatiranjem etničnih manjšin in domorodnih ljudstev ustvarja krivične razmere in brezup. Trajajoče izpodrivanje, prisilna urbanizacija, zatiranje in vse pogostejši pojav rasizma nad malimi kmeti ni več mogoče tolerirati.
7. Demokratičen nadzor. Mali kmetje morajo imeti neposreden vpliv pri oblikovanju kmetijske politike na vseh nivojih. Združeni narodi in sorodne organizacije bodo morale skozi proces demokratizacije, da bi to postalo realnost. Vsakdo ima pravico do poštene in točne informacije, do prostega ter demokratičnega odločanja. Te pravice so osnove dobrega upravljanja, odgovornosti in enakopravnega sodelovanja v ekonomskem, političnem in družbenem življenju brez vseh oblik diskriminacije. Še posebej ženam na podeželju, mora biti omogočeno neposredno in aktivno odločanje o hrani in podeželskih vprašanjih.